# 美國第二十三航空隊

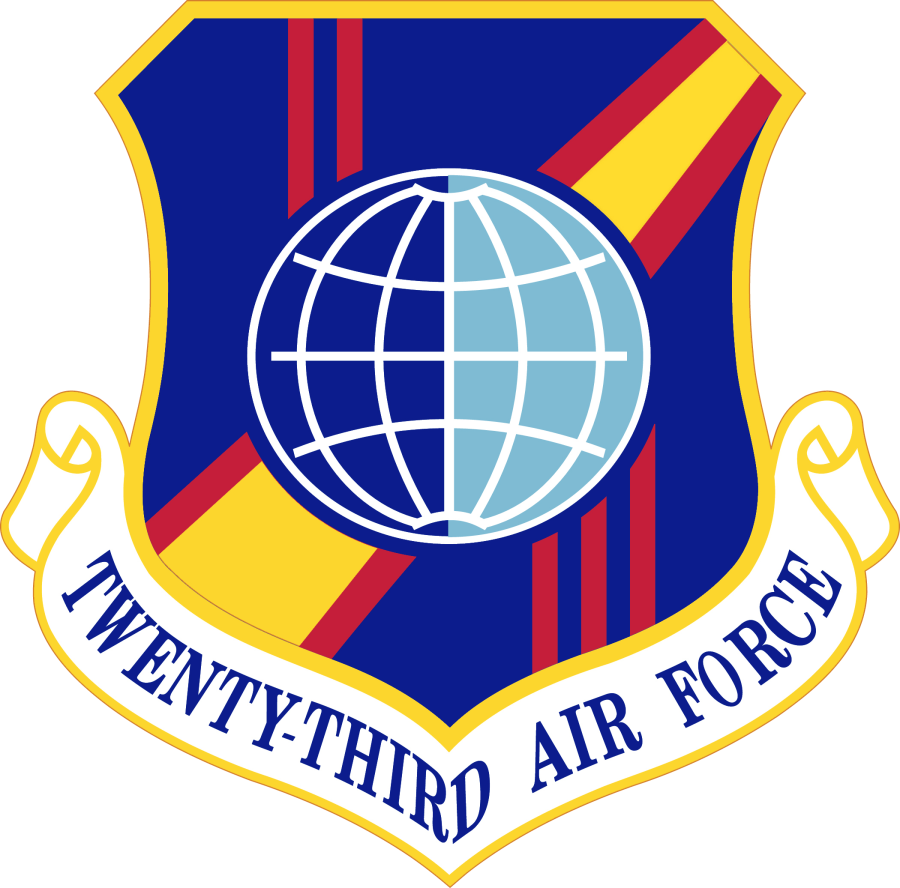
第二十三航空队标志

第二十三航空队（英語：Twenty-Third Air Force）是美国空军特种作战司令部下属的一个编号航空队，指揮部位于佛罗里达州的赫尔伯特机场。